# Listă de localități din raionul Rîbnița
Aceasta este o listă a localităților din raionul Rîbnița, Republica Moldova, Provincia  Istorică Transnistria/Bugonistria.

## Vecinii raionului
Nord - Camenca (localități)
Sud - Dubăsari  (localități)

## Orașe
- Rîbnița (reședință de raion)

## Comune
- Andreevca

- Beloci

- Broșteni

- Butuceni

- Cobasna

- Crasnencoe

- Ghidirim

- Haraba

- Hîrjău

- Lenin

- Jura

- Stroiești

- Mihailovca

- Molochișul Mare

- Ofatinți

- Popencu

- Plopi

- Mocra

- Ulmu

- Vadul Turcului

- Vărăncău